# قاورت مچلی چورگ
قاورت مچلی چوروگ نان محلی ترکمن‌ها می‌باشد؛ که از خمیر آرد گندم، دنبه گوسفند، رب گوجه فرنگی و پیاز به همراه فلفل و زردچوبه تهیه می‌شود.

## روش پخت
دنبه گوسفند را در ظرف فلزی قرار داده و روی حرارت بسیار ملایم قرار می‌دهیم تا روغن آن خارج شود. روغن اضافی را از مواد جدا کرده، به باقی مانده در اصطلاح ترکمنی جزغاله می‌گویند.
جزغاله‌ها را با پیاز رنده شده و روب و فلفل و زردچوبه می‌کوبیم تا مواد یکدستی به‌دست آید.
خمیر نان را که از قبل آماده شده، با وردنه پهن می‌کنیم و مواد یادشده را روی آن پهن می‌کنیم سپس خمیر را لوله کرده و به صورت حلزونی شکل درمی‌آوریم و اجازه می‌دهیم تا چند دقیقه در این حالت بماند.
سپس خمیر حلزونی شکل را به آرامی با دست پهن کرده و داخل تنور یا فر با شعله ملایم قرارمی‌دهیم تا نان طلایی رنگ و خوشمزه ما آماده شود.